# Ruxandră Nedelcu
Ruxandră Nedelcu (* 30. November 1984 in Brașov) ist eine ehemalige rumänische Freestyle-Skierin. Sie startete in der Disziplin Skicross.
Nedelcu nahm in der Saison 2008/09 und 2009/10 an insgesamt 15 Freestyle-Skiing-Weltcups teil und erreichte dabei im Januar 2010 in St. Johann in Tirol mit dem 26. Platz ihre beste Platzierung. Zudem belegte sie bei den Weltmeisterschaften 2009 in Inawashiro den 28. Platz und bei den Olympischen Winterspielen 2010 in Vancouver den 33. Rang.